# 2018 PK21
2018 PK21 est un astéroïde géocroiseur découvert le 11 août 2018 à l'observatoire du Haleakalā. Il a une orbite très similaire à celle de la Terre. Cette orbite a en effet un demi-grand axe de 0,99 unité astronomique, une excentricité relativement faible de 0,08 ainsi qu'une faible inclinaison de seulement 1,2 degré. Sa distance minimale d'intersection de l'orbite terrestre est de 0,007 12 unité astronomique, soit 1,065 million de kilomètres.